# Liste des gares de la wilaya de Bordj Bou Arreridj
La liste des gares de la wilaya de Bordj Bou Arreridj, est une liste des gares ferroviaires situées dans la wilaya de Bordj Bou Arreridj, en Algérie.

## Gares ferroviaires dans la wilaya
La wilaya de Bordj Bou Arreridj compte neuf gares, dont trois fermées. Les gares en service sont exploitées par la Société nationale des transports ferroviaires (SNTF).
| Gare                       | Commune            | Ligne                                      | Remarque    |
| -------------------------- | ------------------ | ------------------------------------------ | ----------- |
| Gare de Bir Aïssa Ayada    | Aïn Tesra          | Alger à Skikda                             |             |
| Gare de Bordj Bou Arreridj | Bordj Bou Arreridj | Alger à Skikda Bordj Bou Arreridj à M'Sila |             |
| Gare d'El Achir            | El Achir           | Alger à Skikda                             | Gare fermée |
| Gare d'El Anasser          | El Anasser         | Alger à Skikda                             |             |
| Gare d'El Guemmour         | El Anasser         | Alger à Skikda                             | Gare fermée |
| Gare d'El M'hir            | El M'hir           | Alger à Skikda                             |             |
| Gare de Mansoura           | Mansoura           | Alger à Skikda                             |             |
| Gare d'Ouled Sidi Brahim   | Ouled Sidi Brahim  | Alger à Skikda                             | Gare fermée |
| Gare de Ras El Oued        | Tixter             | Alger à Skikda                             |             |

| \| Bordj Bou · Arreridj Mansoura Bir Aïssa Ayada El Achir El · Anasser El · Guemmour Ouled Sidi Brahim Ras El Oued El M'hir \| Localisation des gares de la wilaya de Bordj Bou Arreridj |
| Bordj Bou · Arreridj Mansoura Bir Aïssa Ayada El Achir El · Anasser El · Guemmour Ouled Sidi Brahim Ras El Oued El M'hir                                                                 |

## Lignes ferroviaires dans la wilaya
La wilaya est traversée par deux lignes : 
- la ligne d'Alger à Skikda ;
- la ligne de Bordj Bou Arreridj à M'Sila.